# Néstor Hugo Navarro
Néstor Hugo Navarro (* 26. März 1934 in Cabildo) ist Altbischof von Alto Valle del Río Negro.

## Leben
Néstor Hugo Navarro empfing am 21. Dezember 1968 die Priesterweihe für das Erzbistum Bahía Blanca.
Papst Johannes Paul II. ernannte ihn am 15. April 1998 zum Weihbischof in Bahía Blanca und Titularbischof von Rotdon. Der Erzbischof von Bahía Blanca, Rómulo García, spendete ihm am 1. Juni desselben Jahres die Bischofsweihe; Mitkonsekratoren waren Jorge Mayer, Alterzbischof von Bahía Blanca, und José María Arancedo, Bischof von Mar del Plata.
Am 19. März 2003 wurde er zum Bischof von Alto Valle del Río Negro ernannt. In der argentinischen Bischofskonferenz war Navarro Mitglied des Wirtschaftsrates.
Am 10. Februar 2010 nahm Papst Benedikt XVI. sein aus Altersgründen vorgebrachtes Rücktrittsgesuch an.